# Padre Eterno benedicente
Il Padre Eterno benedicente (Cristo benedicente) è un rilievo in bronzo dorato (35x22,3 cm) di Lorenzo Ghiberti, databile al 1450 e conservato nell'Arcispedale di Santa Maria Nuova a Firenze.

## Storia
Nel 1450 lo spedalingo di Santa Maria Nuova Jacopo di Piero pagò gli scultori Bernardo Rossellino e Lorenzo Ghiberti per il tabernacolo della chiesa di Sant'Egidio, interna all'ospedale. Essi avevano realizzato rispettivamente "uno tabernacolo [...] per lo sacramento dallato delle donne" e "uno sportell di rame", cioè il ciborio marmoreo e lo sportello, in realtà di bronzo dorato. 
In quel periodo Ghiberti, ormai anziano, si occupava delle ultime fasi della realizzazione della Porta del Paradiso, in uno stabile proprio nei pressi di Santa Maria Nuova ed è verosimile che qui si recasse a messa entrando in contatto con lo spedalingo. 
Il piccolo sportello, non citato nei Commentari, fu scarsamente considerato dalla critica fino al restauro del 1978, quando venne rimessa in luce la minuziosa e raffinata fattura, sia nell'immagine a rilievo, sia nei dettagli funzionali, quali la serratura e i cardini. 
Da tempo nel ciborio si trova un calco, mentre l'originale è conservato presso la direzione generale dell'ospedale. Dal 2015 la Fondazione Santa Maria Nuova Onlus, in collaborazione con l'amministrazione ospedaliera, ha istituito un percorso museale all'interno dell'ospedale Santa Maria Nuova per esporre le ricche collezioni accumulatesi nel corso dei secoli di funzionamento.

## Descrizione e stile
L'iconografia dello sportello è tradizionalmente interpretata come un Dio Padre proteso con un gesto benedicente verso lo spettatore, recante in mano il libro con l'alfa e l'omega (Apocalisse di Giovanni, 21, 6) e indossante un copricapo conico di foggia orientale. La figura barbuta ha infatti una fisionomia simile (e lo stesso cappello) nelle Storie di Adamo ed Eva e nelle Storie di Mosè della Porta del Paradiso. Tuttavia recentemente è stato notato come la fisionomia divina sia più giovanile, con una barba più corta, che quindi potrebbe essere riferibile a Gesù Cristo, piuttosto. Dopotutto la figura del Padre benedicente si trova già nel timpano del tabernacolo marmoreo, ed avrebbe costituito una squilibrata duplicazione. La presenza di Cristo inoltre completava la Trinità, con la colomba dello Spirito Santo scolpita poco sopra col tabernacolo marmoreo. 
La stola che indossa è decorata da crocette, uguale a quelle lasciate in dono dai padri greci alla comunità domenicana di Santa Maria Novella dopo il Concilio di Firenze del 1439. Al elementi orientali rimanda anche la ieraticità data dalla frontalità del protagonista divino, nonché la stessa rappresentazione trinitaria che ricorda l'accordo raggiunto sul Filioque proprio a Firenze col concilio. 